# دسموس مصري
دِسْمُوس مِصرِيّ نوعٌ من الدسموس في الفصيلة الكرنبية. أوراقه كاملة مستطيلة والسفلى منها قيثارية النصل.